# Kanji Okunuki
Kanji Okunuki (奥抜 侃志 Okunuki Kanji?, Tochigi, 11 de agosto de 1999) es un futbolista japonés que juega como centrocampista en el Gamba Osaka.

## Selección nacional
El 1 de enero de 2024 hizo su debut con la selección de Japón en un amistoso ante Tailandia que ganaron por cinco a cero.

## Clubes
| Club                   | País     | Año       |
| ---------------------- | -------- | --------- |
| Omiya Ardija           | Japón    | 2018-2023 |
| Górnik Zabrze (cedido) | Polonia  | 2022-2023 |
| 1. F. C. Núremberg     | Alemania | 2023-2025 |
| Gamba Osaka            | Japón    | 2025-     |